# Groep Escorteschepen

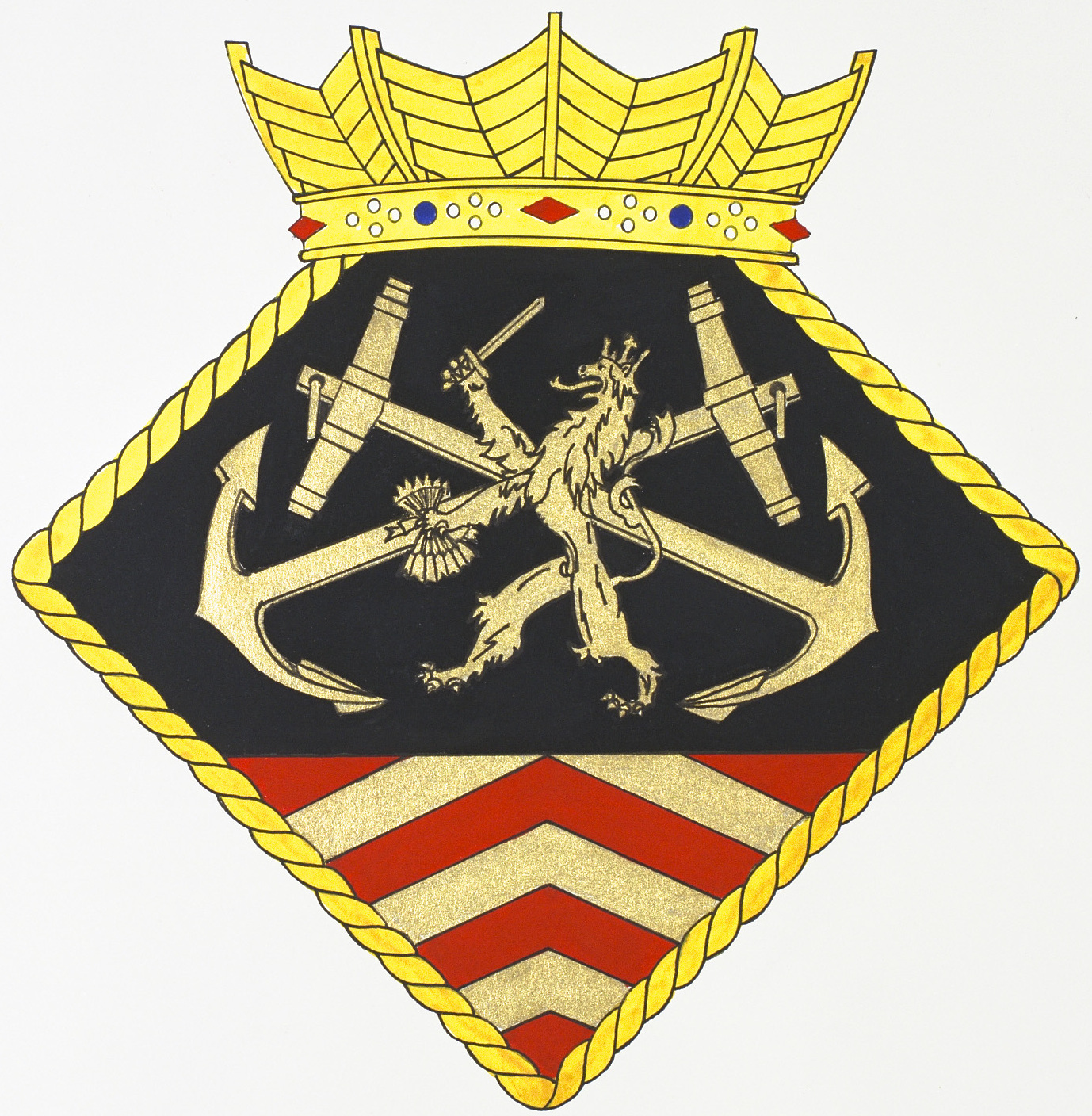
Het embleem van de Groep Escorteschepen

De basisplanningseenheid Groep Escorteschepen was bij de Koninklijke Marine het onderdeel dat zorg droeg voor de operationele inzet van alle grote oorlogsschepen. De Commandant van de Groep Escorteschepen was tevens Commandant van het Belgisch-Nederlands Eskader en stond direct onder de - in 2005 afgeschafte - functie Commandant der Zeemacht in Nederland.
De Groep Escorteschepen telde onder andere vier fregatten van De Zeven Provinciënklasse, vier fregatten van de Karel Doormanklasse, twee bevoorradingsschepen en twee amfibische transportschepen, waarvan het laatste, Hr. Ms. Johan de Witt, in 2007 was opgeleverd. De Belgische Zeemacht droeg twee fregatten bij aan het Belgisch-Nederlands eskader. Het aantal en type (geplande) schepen binnen de groep veranderde door de jaren heen vanwege diverse veranderingen bij de Koninklijke Marine. Ook wordt de term Groep Eskaderschepen gebruikt in plaats van voor de groep Escorteschepen.